# Río Tomo
Der Río Tomo ist ein Fluss, der durch das östliche Kolumbien (Llanos) fließt. Er hat eine Gesamtlänge von 650 km und zeigt in den ersten 100 km Verlauf eher den Charakter eines dort typischen caños mit etwa 3 bis 4 Meter Breite und glasklarem Wasser. Erst in der Höhe von El Merey vergrößert sich der Flusslauf durch den Zufluss kleinerer Bäche und vor allem durch eine unterirdische Quelle. In den Río Tomo münden keine weiteren großen Zuflüsse, trotzdem nimmt er nach und nach immer mehr eine trübe Wasserfarbe an. Im weiteren Verlauf ist der Rio Tomo in der Trockenzeit 15 bis 20 Meter breit und zeigt einen stark kurvigen Verlauf, wodurch immer wieder neue Altarme und kleine Lagunen entstehen. In der Regenzeit kann die Flussbreite an manchen Stellen über 100 Meter betragen.
Der Río Tomo ist nicht schiffbar und unterliegt starken Schwankungen des Wasserstandes. Trotzdem spielt er für die regionale Mikroökonomie eine bedeutende Rolle, sowohl als Lieferant für Nahrung als auch als Transportweg. Der Río Tomo beherbergt eine große Biodiversität; dies betrifft das Gewässer genauso wie seine vielfältigen Uferbereiche.
Der Río Tomo mündet in den Río Orinoco, der zugleich die natürliche östliche Grenze von Kolumbien zu Venezuela bildet. An dieser Stelle zeichnet sich der Fluss durch zahlreiche Stromschnellen aus, die durch große Granitblöcke im Flussverlauf verursacht werden.